# Schleusingen
Schleusingen is een stad in de Duitse deelstaat Thüringen, gelegen in de Landkreis Hildburghausen. De stad telt 10.801 inwoners.

## Geografie
Schleusingen ligt in het Henneberger Land en ontleent zijn naam aan de rivier Schleuse die door de dorpen Ratscher en Rappelsdorf loopt. De stad zelf ligt aan de Nahe,waar ook de Erle in uitmondt.
De stad Schleusingen bestaat uit zeven kernen:
- Fischbach
- Geisenhöhn
- Gethles
- Gottfriedsberg
- Heckengereuth
- Rappelsdorf
- Ratscher

## Verkeer en vervoer
In de gemeente ligt spoorwegstation Schleusingen, dat thans enkel nog voor goederenvervoer gebruikt wordt.
Steden: Bad Colberg-Heldburg · Eisfeld · Hildburghausen · Römhild · Schleusingen · Themar · Ummerstadt

Verwaltungsgemeinschaften: Feldstein · Heldburger Unterland

Overige gemeenten: Ahlstädt · Auengrund · Beinerstadt · Bischofrod · Brünn/Thür. · Dingsleben · Ehrenberg · Eichenberg · Gompertshausen · Grimmelshausen · Grub · Hellingen · Henfstädt · Kloster Veßra · Lengfeld · Marisfeld · Masserberg · Oberstadt · Reurieth · Schlechtsart · Schleusegrund · Schmeheim · Schweickershausen · St. Bernhard · Straufhain · Veilsdorf · Westhausen